# Ceremony (альбом King Gnu)
Ceremony — третий студийный альбом японской рок-группы King Gnu, выпущенный 15 января 2020 года на лейбле Ariola Japan.

## Об альбоме
Запись была издана в двух форматах: на CD и в связке CD и Blu-ray. 2 декабря 2020 года Ceremony вместе с предыдущими альбомами группы Tokyo Rendez-Vous и Sympa вышел на виниле.
Пластинка заняла 1-е место в еженедельном чарте Oricon, за первую неделю её продажи составили 238 000 физических и 30 000 цифровых копий. Альбом пребывал 18 недель в десятке чарта Billboard Japan Hot Albums Chart, включая четыре недели на его вершине. По всему миру продажи записи достигли одного миллиона экземпляров, таким образом Ceremony вошёл число самых продаваемых альбомов 2020 года.
Ceremony стал одним из нескольких альбомов, отмеченных наградами на CD Shop Awards в 2021 году. Также он был признан одним из пяти лучших альбомов во время церемонии Japan Gold Disc Awards 2021.

## Список композиций
Автор всех композиций — Дайки Цунэта.
| №                   | Название                        | Длительность |
| ------------------- | ------------------------------- | ------------ |
| 1.                  | «Kaikai-shiki» (開会式)         | 0:48         |
| 2.                  | «Doron» (どろん)                | 3:02         |
| 3.                  | «Teenager Forever»              | 3:09         |
| 4.                  | «Humor» (ユーモア)              | 3:27         |
| 5.                  | «Hakujitsu» (白日)              | 4:36         |
| 6.                  | «Maku-ai» (幕間)                | 0:56         |
| 7.                  | «Hikotei» (飛行艇)              | 4:20         |
| 8.                  | «Chisana Waku-sei» (小さな惑星) | 2:31         |
| 9.                  | «Overflow»                      | 3:21         |
| 10.                 | «Kasa» (傘)                     | 3:23         |
| 11.                 | «Danjo» (壇上)                  | 5:40         |
| 12.                 | «Heikai-shiki» (閉会式)         | 1:29         |
| Общая длительность: | Общая длительность:             | 36:48        |

## Чарты и сертификация
| Чарт (2020)                        | Высшая позиция |
| ---------------------------------- | -------------- |
| Oricon                             | 1              |
| Japan Hot Albums (Billboard Japan) | 1              |

| Чарт (2020)                        | Высшая позиция |
| ---------------------------------- | -------------- |
| Oricon                             | 6              |
| Japan Hot Albums (Billboard Japan) | 2              |

### Сертификации
| Страна           | Сертификация  | Продажи            |
| ---------------- | ------------- | ------------------ |
| Япония           | 2× платиновый | 500 000            |
| Япония           | золотой       | 100 000 (цифровые) |
| Земля (суммарно) | —             | 1 000 000          |